# 柳生三厳
柳生 三厳（やぎゅう みつよし）は、江戸時代前期の武士、剣豪、旗本。初名は七郎、諱は三厳。通称の十兵衞（じゅうべえ）の名で知られる。

## 概説
大和国柳生藩初代藩主にして将軍家兵法指南を務めた剣豪・柳生宗矩の子。徳川家光に小姓として仕えたが、主君の勘気に触れて出仕停止となり、後に許されて書院番を務める。父の跡を継ぎ、家業の兵法（新陰流）の発展に努めるが、家督を継いで程なく急死した。江戸初期の著名な剣豪として知られ、三厳を題材とした講談や小説が多く作られた。著書に『月之抄』、『武蔵野』など。

## 生涯

### 誕生から蟄居まで
慶長12年（1607年）大和国柳生庄（現在の奈良市柳生町）にて誕生。父は徳川秀忠の兵法指南を務めて後に柳生藩初代藩主となる柳生宗矩 。母は豊臣秀吉が若年時に仕えていたことで知られる松下之綱の娘・おりん。同母弟に柳生宗冬（飛騨守）、異母弟に柳生友矩（刑部・左門）、列堂義仙がいる。
元和2年（1616年）、10歳の時に父に連れられ初めて秀忠に謁見し、元和5年（1619年）、13歳で徳川家光の小姓となる。元和7年（1621年）に宗矩が家光の兵法指南役に就任してからは、父に従って家光の稽古に相伴してその寵隅も甚だ厚かったと伝わるが、寛永3年（1626年）20歳の時に、何らかの理由で家光の勘気を被って蟄居を命じられ、小田原に一時お預けの身となる。
蟄居の原因となった家光の勘気自体は、早くて1年後には解けていた形跡もあるものの再出仕は許されず、その後11年にわたって江戸を離れる。その間の動向について、三厳自身は著作の中で、故郷の柳生庄に引き籠り、亡き祖父・宗厳や父が当地に残した口伝、目録について研究し、時に祖父の門人を訪ねるなどして、兵法の研鑽に明け暮れていた、と書き残している。一方でこの間、武者修行などで諸国を遍歴していたとする伝説があり、後に多くの講談や創作物の材料となった（後述）。

### 再出仕まで
寛永14年（1637年）5月初旬、その年の夏稽古が始まる頃、致仕して以来11年ぶりに江戸に帰還する。柳生の藩邸に滞在しながら、改めて父・宗矩の下で相伝を受け、同年秋の終わりごろ、それらをまとめて伝書を著し 父に提出して講評を仰ぐ。しかし宗矩より全て焼き捨てるよう（「一炬焼却去」）命じられたため、当時屋敷に同居していた父の友人の禅僧・沢庵宗彭に相談したところ、宗矩の真意は「西江水を一口に吸尽して、徹底乾者乎、是乎為汝之印可也」であると説かれた上で伝書に加筆と校正を施される。沢庵の教示を受けた三厳は「父の以心伝心の秘術、事理一体、本分の慈味を了解し、胸中の疑念が晴れ」たとして、再度伝書を父に提出すると、宗矩も更なる精進を促すためとしながらもこれを認め、三厳に印可を授けた。
翌寛永15年（1638年）、家光に重用されていた次弟友矩が病により役目を辞すのに前後して、再び家光に出仕することを許され、江戸城御書院番に任じられた。

### 再出仕後
寛永16年（1639年）2月14日、家光の御前にて、父の高弟木村友重（助九郎）と弟の宗冬と共に兵法を披露する。寛永19年（1642年）2月から同年3月にかけて、謹慎していた12年間で収集した資料やそれまでに記した草稿を元に、流祖上泉信綱以来の新陰流の術理をまとめ上げ、後に代表作と評される『月之抄』を著す。
正保3年（1646年）に父宗矩が死去すると、遺領は宗矩の遺志に基づき、一旦幕府に返上された上で家光の裁量により兄弟の間で分知され、三厳は8300石を相続して家督を継ぐ。この時、三厳の石高が1万石を下回ったため、宗矩が柳生藩を立藩してから11年目にして、柳生家は大名から旗本の地位に戻った。宗矩生前の三厳は「強勇絶倫」で皆畏れて従う風があったが、家督を継いで以後は寛容になり、政事にも励み、質実剛健な家風を守り、奴婢にも憐みをかけて処罰することもなかったという。その後間もなく役目を辞して柳生庄に引き篭もったとも言われるが、詳細は不明。

### 最期

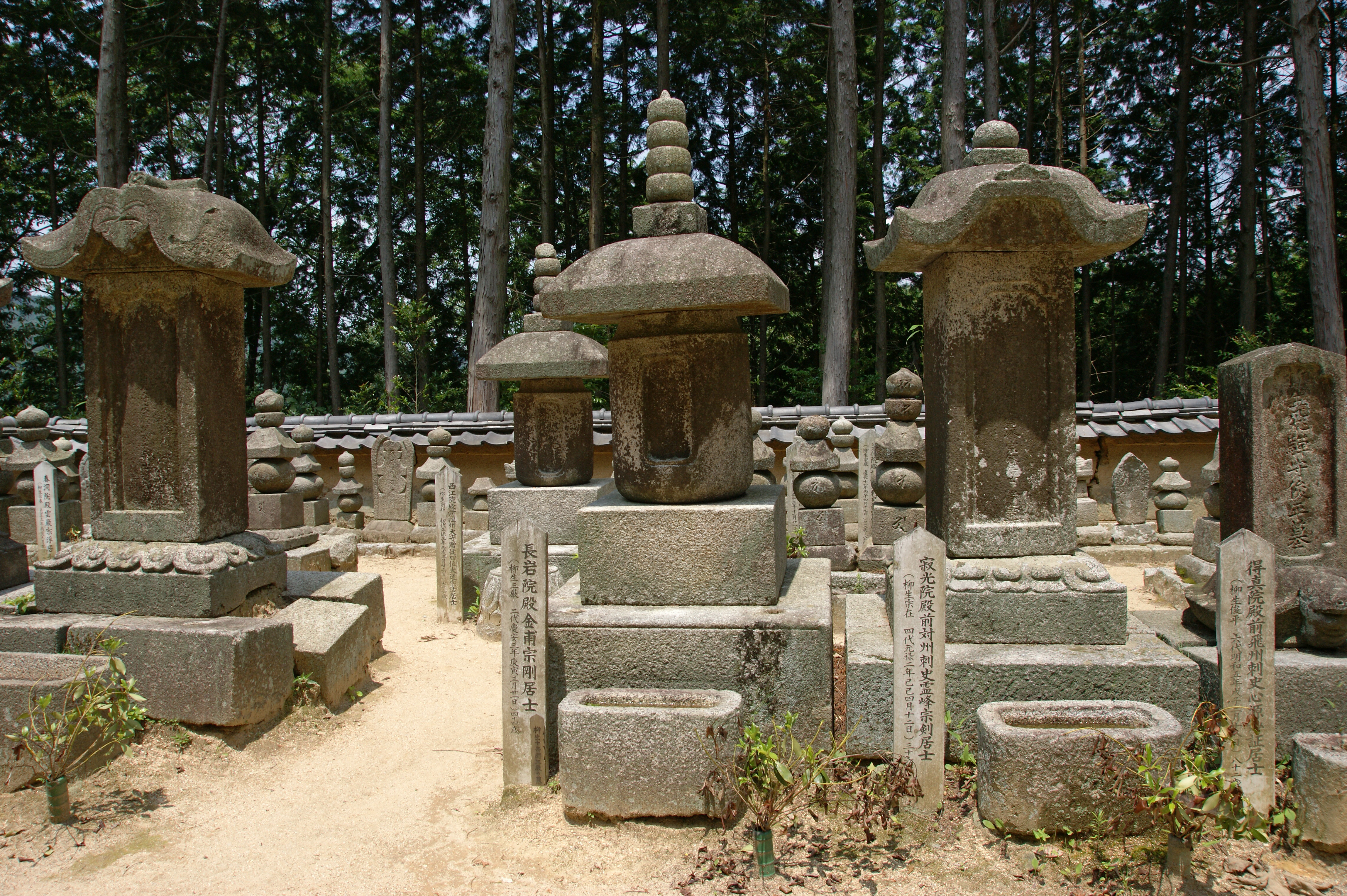
芳徳寺境内にある柳生一族の墓所。中央が三厳の墓

慶安3年（1650年）、鷹狩のため出かけた先の弓淵（現・京都府相楽郡南山城村。早世した弟友矩の旧領）で急死した。奈良奉行・中坊長兵衛が検死を行い、村人たちも尋問を受けたが、死因は明らかにならないまま、柳生の中宮寺に埋葬された。享年44。墓所は東京都練馬区桜台の広徳寺および奈良県奈良市柳生町の芳徳寺にある。
三厳には嗣子がなかったものの、亡き父・宗矩の勤功を理由に取り潰しは避けられ、弟の宗冬が自身の領地を返上した上で三厳の跡を継ぐことを許された。三厳の遺児である2人の娘（長女・松、次女・竹）は、家光の命により宗冬が養育することとなり、後にそれぞれ旗本に嫁いでいる。その母である三厳の妻（大和の豪族・秋篠和泉守の娘）は貞享4年（1687年）まで生き、死後は麻布の天真寺に葬られた。法名は宝林院殿玉英宗珠大姉。
三厳の跡を継いだ宗冬はその後順調に加増を重ね、寛文9年（1669年）には総石高1万石となって再度大名としての地位を回復させた。そのため、三厳自身は大名に列したことはないものの、便宜上柳生藩第2代藩主とされている。

## 系譜
子女は2女
- 父：柳生宗矩（1571 - 1646）
- 母：おりん - 松下之綱の娘（-1618）法名は桂徳院露栖柱禅定尼
- 正室：秋篠和泉守の娘（? - 1687）
  - 長女：松 - 跡部良隆正室
  - 次女：竹 - 渡辺保正室

## 容姿の特徴
若い頃に失明したという伝説があり、片目に眼帯をした「隻眼の剣豪」のイメージが広く知られている。これは幼い頃「燕飛」の稽古でその第四「月影」の打太刀を習った時に父・宗矩の木剣が目に当たった（『正傳新陰流』）、あるいは宗矩が十兵衛の技量を見極めるために礫を投げつけて目に当たったため（『柳荒美談』）などといわれる。しかし、肖像画とされる人物は両目が描かれており、当時の資料・記録の中に十兵衛が隻眼であったという記述はない。

## 謹慎期間中の動向について
家光の勘気を受けて致仕してから再び出仕するまでの12年間について、三厳自身は著作の中で故郷である柳生庄にこもって剣術の修行に専念していたと記している。一方でこの間、諸国を廻りながら武者修行や山賊征伐をしていたという説もある。三厳の自著での記述と相反しているとはいえ、宝暦3年（1753年）に成立した柳生家の記録である『玉栄拾遺』でも取り上げていることから、三厳の死の100年後には既に広く知られていたものと思われる。後にこの伝承が下敷きとなって下記のような様々な逸話が派生し、今日に至るまで創作作品の素材ともなっている。

### 三厳の著作における記述
- 『昔飛衛という者あり』（再出仕する前年の寛永14年の作）

- 『月之抄』（再出仕後の寛永19年の作）

### 柳生十兵衛廻国説
- 『玉栄拾遺』の記述（宝暦3年編）

その他の逸話
- 京都粟田口にて数十人の盗賊を相手にし、12人を切り捨て、追い散らした(『撃剣叢談』)
- 奥州から始めて各地の道場を片端から訪れては仕合を申し込みつつ、諸国を巡った（『柳荒美談』）
- 家光の勘気を蒙って致仕したというのは、実は公儀隠密として働くための偽装であり、宗矩の指示を受けて様々に活動した（柳生村・村史『柳生の里』）[14]。またこの説の延長として、薩摩藩に潜入した際、偽装の為に嫁を取って2年間暮し、遂には子まで設けたという話まである（出典不明）

## 剣術上の評価・影響
- 三巌の流れをくむ西脇流の伝書『新陰流由緒』には、新陰流はもともと先を取って勝つことを第一にしていたが、三厳より「敵の動きを待って、その弱身へ先を取り勝つことを修練し、古流と違いのびのびと和やかに敵の攻撃を受けて勝つ心持」になったとある[15]。下川潮は『剣道の発達』で、この三巌の興した変化によって新陰流は受け身主体となり、和らかに、華やかになり、袋撓の上の形試合では進歩したが、真剣勝負の上から見ると退歩したと評している[16]。一方でこの変化については重心を落とした構えを中心とした戦場（甲冑）剣法から、のびのびと「後の先の勝ち」を教えた平時の素肌剣法への転換であるとする意見もある[17]。
- 長州藩には三巌の祖父・宗厳の高弟である柳生松右衛門が伝えた新陰流が広まっていた。その松右衛門の高弟である内藤元幸の子・就幸は父から伝授された新陰流を家中に指南していたところ、江戸で三巌が当流（現代風）に改めた新陰流を教えているという噂を聞いて江戸に出て弟子入りし、寛文7年(1667年) 命によって改めて毛利家に仕官した[注釈 16]。以後、内藤家では松右衛門以来の「古流」の新陰流に対し、三巌により近代化された新陰流を「新陰柳生当流」と呼んで代々これを伝え、後に藩校・明倫館にも採用されて桂小五郎、高杉晋作等も学んだ[17]。
- 新陰流の刀法を応用した杖術と、それに用いるための特殊な杖の製法[注釈 17]を考案した。この杖術は新陰流（江戸柳生）でも、代々ごく限られた者のみに伝えられる秘伝として扱われ[注釈 18]、その事もあって明治維新後に一度失伝したとも言われるが、大正4年頃に、尾張柳生十一代当主・柳生厳長とその父・厳周によって伝書を元に復伝された[19]。現代でも、尾張柳生を伝えるいくつかの団体では復伝されたその技を伝えている。
- 三厳の流れを組む流派のうち、三厳の門人・狭川新左衛門助永に始まる「西脇流」[注釈 19]は紀州藩で栄え、後に八代将軍徳川吉宗の次男・宗武やその子松平定信が修めた他、十五代将軍徳川慶喜も一橋藩主時代に学んでいる[20]。

## 逸話

### 史実上の逸話
- 酒好きの上に酔いが回ると言動が荒くなったといい、沢庵宗彭にも再出仕の際に忠告されている[注釈 20]。しかし、その後も酒好きはあまり収まらず、朝から東海寺に酒を持って現れ、僧たちに振る舞いつつ、からかうなどの言動があった[注釈 21](『沢庵和尚書簡集』)。またこれが致仕の原因ではないかともいわれている。
- 沢庵を慕い、最初の著書である『昔飛衛という者あり』を父・宗矩に酷評された時には、沢庵を頼って相談し、その取り成しもあって印可を認められている。（『昔飛衛という者あり』）
- 父・宗矩の高弟の木村友重（助九郎）と交流があり、共に伊香保温泉に出かけて兵法について問答を交わしている他、友重の門弟にも教示を与えている様子が友重によって記録されている（『木村助九郎兵法聞書』）[21]。

### 真偽が定かではない逸話
- 柳生庄にて道場を開き、全国で1万3500人にも及ぶ門弟を育てたという（柳生村・村史『柳生の里』）[14]。
- 荒木又右衛門の師匠として扱われることがある(『武術流祖録』)[注釈 22]。
- ある大名のところに出入りしている浪人と試合をした際、一見相討ちに見えたものの、十兵衛は己の勝ちであり、これがわからないようでは仕方ない、と言った。これに怒った浪人の望みにより、真剣での試合をしたところ、浪人は斬られて倒れ、十兵衛は着物が斬られたのみで傷一つなかった。これを以て「剣術とはこの通り一寸の間にあるものである」と述べたという(『撃剣叢談』)
- 十兵衛は刀の鍔に柔らかい赤銅を用いていたので、これでは危険であり兵法者として心得不足ではないかと咎められたところ、自分は鍔に頼った剣など使ったことはない、と答えた(『異説まちまち』)
- ある時、無頼漢に斬りかかられた際、その男の手の中へ入って左右の髭を捕まえ、顔に唾を吐いたという(『異説まちまち』)。
- 沢庵に、人数を倍々にしながら、この人数を倒せるかと問われて次々と答え、最終的に300人に達したところで「斬り死にするまで戦うのみ」と返したところ、そのような剣は匹夫の剣に過ぎないと喝破され、これをきっかけに沢庵に弟子入りしたという（『柳荒美談』）。また、別の話では、一時、狂気に陥ったことがあり、これを沢庵に治療されたことで、帰依したというものもある。
- 再出仕する際、柳生庄に杉を一本植えたといい、この時の杉だとされるものが「十兵衛杉」と呼ばれ、奈良県柳生町に現存している[22]。
- ある大名に頼まれ、数十人の家臣を相手にして勝った後、別に出てきた剣士(鳥井伝右衛門)の腕前を一目で見抜いたという（『日本武術神妙記』）。
- 腕前においては、「父(宗矩)にも劣らぬ名人」と称された(『撃剣叢談』)。
- 「新陰流(柳生新陰流)」とは別に「柳生流」の開祖として扱われることもある（武術流祖録）。
- 自身の領地である南大河原村[注釈 23]で川漁していた際、村の者が網を踏んだために口論となり、十兵衛の屋敷へ村民が押し掛ける騒ぎとなった（『積翠雑話』）[23]
- 作家・武術研究家の綿谷雪は著書で、十兵衛が急死した地が、早世した異母弟友矩の旧領地である事から、友矩の死因は三厳による暗殺であり、その家臣の報讐を受けて三厳は死んだという説を唱えた[24]。
- ある大名のところに、三厳の弟子を自称する浪人が仕官を求めた際、「ちょうど同じく十兵衛殿の門弟を名乗る男が他にも仕官を求めているので、仕合して勝った方を召し抱える」と告げられたため、夜になって逃げ出したところ、そのもう一人の浪人も「十兵衛の弟子と仕合などかなわぬ」と言って逃げ出していたので、両者は鉢合わせたという話がある。
- 手裏剣術の名人・毛利玄達を相手にした際、37本の手裏剣を全て扇で払い落としたという。
- 隻眼になった際、とっさに無事な方の目を覆って、構えを崩さなかったという逸話がある。
- 家光の勘気を蒙った理由として、稽古の際、将軍相手にも遠慮せず打ち据えたためだというものがある。
- 差料のうち大刀は三池典太光世と言われている。

### 他流派の伝承上の逸話
- 鍋島家に伝わる『御流兵法之由諸』では、三厳は不行跡により父宗矩から勘当されたため、一子相伝の秘事は宗矩から鍋島直能に相伝されたとされる[23]。
- 尾張柳生家に伝わる伝承には謹慎中の三厳が従兄の利厳を頼り、その教えを受けて「ぬけ勝ち」「相裁り」「相架け」の三法を完成させて柳生流の基礎を固め、後に三厳も利厳の息子達を指導したとするものがある（神戸金七『月の抄と尾張柳生』）。また 一刀流の伝書『一刀流三祖伝記』にも、小野忠明と立ち合うも戦わずして負けを悟った三厳が、後日密かに忠明を訪ね教示を受けたとする逸話がある。ただし現存している三厳の著作には尾張柳生および一刀流について言及は無い。

## 著作
『昔飛衛という者あり』
寛永14年（1637年）の作品。巻頭と巻末に中国の古典『列子』の「名人論」を引用して、道を極めた者同士が立ち会った場合の理想的な境地について解説している。新陰流の剣理を「第一段 見（目の付け所）」・「第二段 機（かけひき）」・「第三段 射（心法）」の三点に絞り込んで体系化し、独自の兵法論に構築している。初稿は宗矩より焼き捨てるように命じられた後、沢庵宗彭の加筆を得て完成した。印可論文として書かれ、奥付には宗矩直筆の印可状が添えられている。
『月之抄』
書院番として再出仕していた寛永19年（1642年）に完成した作品。三厳の代表作として知られる。当時口伝によって伝えられていくうちに、混同や誤解が生じていた上泉信綱以来の新陰流の技法について、流祖信綱・祖父石舟斎・父宗矩三代の目録と口伝にある技法と哲理を総合的に比較し検証する事で学誌的にまとめ上げている。全232項目から成り、格項目は「老父（宗矩）云う」、「沢庵和尚かたり給ふ」のように文中に引用箇所を明記しつつ、三厳による解説が加えられている。三厳自身の手による工夫もいくつかある他、沢庵宗彭の仏教語による注解や、宗矩の高弟である細川忠利、木村友重等の工夫も含まれている。また宗矩の言として、疋田流や吉岡流などの他流派について触れた項目もある。
『武藏野』
兵法の師であった宗矩と沢庵が死去した後の慶安2年（1649年）に書かれた作品。題名には「武蔵野に咲く花々のように自分も兵法について書き記したい」という意味が込められている。前半部は『月之抄』同様の口伝・目録の解説書だが、後半部は難解な禅問答のようになっている。

## 創作上の扱い
- 潰れた側の眼に眼帯を当てた「隻眼の剣豪」として描かれることが多い[注釈 25]。
- 「柳生一族最強の剣士」として扱われ、同時代の剣豪や怪物などと戦う作品も多い。
- 父・宗矩から勘当を受け、廃嫡の身の一浪人であることがある。逆に宗矩から指示を受け、事件解決のために働くという公儀隠密としての立場であることもある。
- 宗矩との対立関係が描かれることが多い。これは宗矩が史実に於いても将軍家光の側近で、大目付という強い権力を持った「政治家」(それに加え、柳生新陰流(江戸柳生)の宗家にして十兵衛の師）であることから、強権を振るう悪役、または黒幕的な存在として位置づけられることが多いのと共に、その宗矩から謹慎を命じられた十兵衛を、経歴的にも幕政から距離があったことから、剣一筋の武芸者として描くことにより、「権力者とアウトロー」「父と子」「師と弟子」という多重的な対立構造が作りやすいことが一因と思われる。その場合、十兵衛は宗矩を「剣を政治に使う俗物」とし、宗矩もまた「剣しか頭にない愚か者」として、お互いを嫌悪軽蔑する形に描かれることが多い。
- 逆に、柳生一族として父・宗矩と共に困難に立ち向かうという作品も多数ある。この場合、公儀隠密集団（「裏柳生」[注釈 26]と呼ばれることも多い）の長、または一員として活躍することが多い。

## 登場する作品
一部の作品では史実の「柳生十兵衞」本人としての登場ではなく、名を引き継いだ後世の別人や、同名のよく似た人物として登場させているものがある。

### 小説
- 柳生十兵衛 （峰隆一郎）
  - 柳生十兵衛 龍尾の剣 （峰隆一郎）
  - 柳生十兵衛 逆風の太刀 （峰隆一郎）
  - 柳生十兵衛 剣術猿飛 （峰隆一郎）
  - 柳生十兵衛 兵法八重垣 （峰隆一郎）
  - 柳生十兵衛 月影の剣 （峰隆一郎）
  - 柳生十兵衛 無刀取り 四十八人斬り （峰隆一郎）
  - 柳生十兵衛 斬馬剣 （峰隆一郎）
  - 柳生十兵衛 極意 転（まろばし）（峰隆一郎）
  - 柳生十兵衛 無拍子 （峰隆一郎）
- 柳生非情剣 （隆慶一郎）
- 柳生刺客状 （隆慶一郎）
- 吉原御免状 （隆慶一郎）
- 柳生忍法帖 （山田風太郎）
- 魔界転生 （山田風太郎）
- 柳生十兵衛死す （山田風太郎）
- 花の乱 無刀之位　(室町大助）
  - 花の乱 秘剣逆風之太刀　(室町大助）
  - 花の乱 秘剣花車之太刀　（室町大助）
  - 戯曲小説　RAN=花の乱  (室町大助）
- 十兵衛両断 （荒山徹）
- 柳生薔薇剣 （荒山徹）
- 柳生百合剣 （荒山徹）
- 柳生大戦争 （荒山徹）
- 柳生黙示録 （荒山徹）
- 刺客柳生十兵衛 （鳥羽亮）
- 柳生十兵衛武芸録 一 加藤清正の亡霊 （鳥羽亮）
  - 柳生十兵衛武芸録 二 風魔一族の逆襲 （鳥羽亮）
- 柳生連也斎 決闘 十兵衛  （鳥羽亮）
- 柳生十兵衛 風魔斬奸状 （志津三郎）
- 刺客廻状 柳生十兵衛控（志津三郎）
  - 傀儡刺客状 柳生十兵衛控（志津三郎）
  - 復讐連判状 柳生十兵衛控 （志津三郎）
- 地獄十兵衛 （志津三郎）
- 柳生十兵衛神妙剣 （秋山香乃）
- 柳生十兵衛七番勝負 （津本陽）
- 柳生十兵衛八番勝負 （五味康祐）
- 柳生武芸帳 （五味康祐）
- 十兵衛錆刃剣 （田中啓文）
- 柳生殺法帳 （新宮正春）
- 陰の剣譜 青葉城秘聞 （新宮正春）
- 柳生刑部秘剣行 （菊地秀行）
- 魔界都市〈新宿〉（菊地秀行）
- 血鬼の国（菊地秀行）
- 秘剣 柳生十兵衛 隻眼一人旅 （早乙女貢）
- 隻眼柳生十兵衛 （永岡慶之助）
- 柳生十兵衛 （永岡慶之助）
- 双眼 （多田容子）
- 月下妙剣 （多田容子）
- 柳生双剣士 （多田容子）
- 柳生平定記 （多田容子）
- 柳生十兵衛秘剣考 （高井忍）
- 『黄土の夢』講談社ノベルズ全3巻　(中嶌正英)　明清交代時に明の乞使に徳川が応じていたら、if歴史小説

### 映画
- 柳生の兄弟 （1952年） - 演：水島道太郎
- 柳生武芸帳 （1957年） - 演：戸上城太郎
  - 柳生武芸帳 双龍秘劔 （1958年） - 演：戸上城太郎
- 柳生旅ごよみ 女難一刀流 （1958年） - 演：大友柳太朗
- 柳生旅日記 天地夢想剣 （1959年・松竹） - 演：近衛十四郎
  - 柳生旅日記 竜虎活殺剣 （1960年・松竹） - 演：近衛十四郎
- 赤い影法師 （1961年） - 演：大友柳太朗
- 柳生武芸帳 （1961年・ニュー東映） - 演：近衛十四郎
  - 柳生武芸帳 夜ざくら秘剣 （1961年・ニュー東映） - 演：近衛十四郎
  - 柳生一番勝負 無頼の谷 （1961年・東映） - 演：近衛十四郎
  - 柳生武芸帳 独眼一刀流 （1962年・東映） - 演：近衛十四郎
  - 柳生武芸帳 片目の十兵衛 （1963年・東映） - 演：近衛十四郎
  - 柳生武芸帳 片目水月の剣 （1963年・東映） - 演：近衛十四郎
  - 柳生武芸帳 剣豪乱れ雲 （1963年・東映） - 演：近衛十四郎
  - 柳生武芸帳 片目の忍者 （1963年・東映） - 演：近衛十四郎
  - 十兵衛暗殺剣 （1964年・東映） - 演：近衛十四郎
- 柳生一族の陰謀 （1978年） - 演：千葉真一
- 魔界転生 （1981年） - 演：千葉真一
- くノ一忍法帖 柳生外伝 （1998年） - 演：小沢仁志
- 魔界転生 （2003年） - 演：佐藤浩市
- 猿飛佐助 闇の軍団 （2004年）- 演：千葉真一
- 柳生十兵衛 世直し旅 （2014年） - 演：松方弘樹

### テレビドラマ
- 柳生旅日記 独眼竜参上! （1960年） - 演：外山高士
- 柳生武芸帳 （1965年） - 演：近衛十四郎
- 柳生十兵衛 （1970年） - 演：山口崇
- 春の坂道 大河ドラマ （1971年） - 演：原田芳雄
- 江戸を斬る 梓右近隠密帳 （1973年） - 演：若林豪
- 徳川三国志 （1975 - 1976年） - 演：若林豪
- 柳生十兵衛 （1978年） - 演：原田大二郎
- 柳生一族の陰謀 （1978年） - 演：千葉真一
- 柳生あばれ旅 （1980 - 1981年） - 演：千葉真一
  - 柳生十兵衛あばれ旅 （1982 - 1983年） - 演：千葉真一
- 柳生新陰流 （1982年） - 演：目黒祐樹
- 風雲 柳生武芸帳 （1985年） - 演：北大路欣也
- 家光と彦左と一心太助 （1989年） - 演：千葉真一
- 柳生十兵衛 （1990年） - 演：時任三郎
  - 柳生十兵衛 決闘! 花の吉原（1991年）  - 演：時任三郎
- 柳生武芸帳 （1990年） - 演：松方弘樹
- 寛永風雲録 （1991年） - 演：若林豪
- 将軍家光忍び旅 （1991年） - 演：勝野洋
- 徳川無頼帳 （1992年） - 演：西城秀樹
- 徳川武芸帳 柳生三代の剣 （1993年） - 演：村上弘明
- 徳川剣豪伝 それからの武蔵 （1996年） - 演：藤岡弘
- 武蔵 MUSASHI （2003年） - 演：岩田佳也
- 柳生十兵衛七番勝負 （2005年） - 演：村上弘明
  - 柳生十兵衛七番勝負 島原の乱 （2006年） - 演：村上弘明
  - 柳生十兵衛七番勝負 最後の闘い （2007年） - 演：村上弘明
- 天下騒乱〜徳川三代の陰謀 （2006年） - 演：中村獅童 (2代目)
- 柳生一族の陰謀 （2008年） - 演：上川隆也
- 柳生武芸帳 (2010年) - 演：反町隆史
- 柳生一族の陰謀（2020年）- 演： 溝端淳平

### 演劇
- 魔界転生 （原作：山田風太郎）
  - 柳生十兵衛 魔界転生（1981年） - 演：千葉真一
  - 魔界転生（2006年） - 演：中村橋之助 (3代目)
  - 魔界転生（2011年） - 演：関智一
  - 魔界転生（2018年） - 演：上川隆也
- RAN=花の乱（1998年） - 作/主演：室町大助
- 柳生忍法帖（2021年）- 演：礼真琴

### 漫画
- 魔界転生 （原作：山田風太郎）
  - 魔界転生 （とみ新蔵）
  - 魔界転生 （石川賢）
  - 魔界転生 夢の跡（鳥羽笙子）
  - 魔界転生 聖者の行進（九後奈緒子）
  - 十 〜忍法魔界転生〜 （原作：山田風太郎、漫画：せがわまさき）
- 陸奥圓明流外伝 修羅の刻 （川原正敏）
- 隻眼獣ミツヨシ （上山徹郎）
- YAIBA （青山剛昌）
- 柳生連也武芸帖 （とみ新蔵）
- レッツゴー武芸帖 （よしもとよしとも）
- 柳生十兵衛死す （原作：山田風太郎、漫画：石川賢）
- 風の抄 （原作：古山寛、漫画：谷口ジロー）
- 闇の土鬼 （横山光輝）
- 花影戦記 妖魔降臨（原作：鷹司、漫画：島崎譲）
- 柳生剣鬼抄 (JET)
- 十兵衛紅変化 (JET)
- Y十M 〜柳生忍法帖〜 （原作：山田風太郎、漫画：せがわまさき）
- タイムウォーカー零 （飛鷹ゆうき）
- 凶刃者-ブレイダー （原作：小池一夫、漫画：叶精作）
- サスケ （白土三平）
- 柳生一族と闘った男 （武本サブロー）
- 柳生非情剣 SAMON （原作：隆慶一郎、漫画：余湖裕輝、脚本：田畑由秋）
- SAKURA斬く! （岡本尚）
- GATE7 (CLAMP)
- 装甲悪鬼村正 魔界編 (ストーリー:後藤みどり、漫画:銃爺)
- XBLADE＋ -CROSS-(原作:イダタツヒコ、漫画:士貴智志)

### アニメ
- 十兵衛ちゃん

### ゲーム
- じゅうべえくえすと
- 剣豪2
- 剣豪3
- THE 武士道 〜辻斬り一代〜
- 悪代官 (ゲーム)シリーズ
- サムライスピリッツシリーズ
- パワプロクンポケット10
- 鬼武者2

### パチンコ・パチスロ
- CR我 藤岡弘、柳生十兵衛見参